# Cometes monnei
Cometes monnei är en skalbaggsart som beskrevs av Hovore och Santos-silva 2007. Cometes monnei ingår i släktet Cometes och familjen långhorningar. Inga underarter finns listade i Catalogue of Life.